# کرستین کوپن
کرستین کوپن (آلمانی: Kerstin Köppen؛ زادهٔ ۲۴ نوامبر ۱۹۶۷) قایقران روئینگ اهل آلمان بود.
از افتخارات وی میتوان به کسب مدال طلا قایقرانی روئینگ در بازی‌های المپیک تابستانی ۱۹۹۲ و بازی‌های المپیک تابستانی ۱۹۹۶ اشاره کرد.